# 韓式火鍋
韩式火锅（韓語：전골）是朝鲜半岛的火锅。放肉、蘑菇、海鲜、调料等后，再放一点汤而煮的饮食。

## 变体
- 肥肠火锅（곱창전골）
- 面条火锅（국수전골）
- 泡菜火锅（김치전골）
- 豆腐火锅（두부전골）
- 馒头火锅（만두전골）
- 蘑菇火锅（버섯전골）
- 烤牛肉章鱼火锅（불낙전골）
- 牛肉火锅（소고기전골）
- 神仙炉（신선로）